# 天龍市
天龍市（日语：〔〕／ Tenryū shi */?）是靜岡縣西部（遠州）的一個已不存在的市。2005年7月1日，與周邊10町村編入濱松市。